# Štit (srpska teroristička skupina)
Štit, srpska teroristička skupina u Domovinskom ratu.
Hrvatske su snage zarobile ih u Turnju kod Karlovca. 11 srpskih zatvorenika, uglavnom pripadnika terorističke grupe "Štit", razmijenjeni su za 10 pripadnika somborske skupine hrvatskih diverzanata te 5 drugih hrvatskih zarobljenika u srpskim tamnicama. Razmijenjeni su na UNPROFOR-ovoj nadzornoj točki kod Lipovca 12. siječnja 1994. godine.